# グロスカヴァッロ
グロスカヴァッロ（伊: Groscavallo）は、イタリア共和国ピエモンテ州トリノ県にある、人口約200人の基礎自治体（コムーネ）。

## 地理

### 位置・広がり

#### 隣接コムーネ
隣接するコムーネは以下の通り。FR-73はフランスのサヴォワ県所属を示す。
- アーラ・ディ・ストゥーラ
- バルメ
- Bonneval-sur-Arc (FR-73)
- チェーレス
- チェレゾーレ・レアーレ
- キアランベルト
- ノアスカ

## 行政

### 分離集落
グロスカヴァッロには、以下の分離集落（フラツィオーネ）がある。
- Alboni, Bioletto, Bonzo, Borgo, Campo Pietra, Forno Alpi Graie, Migliere, Pialpetta, Ricchiardi, Rivotti